# Czerniajewka (Dagestan)
Czerniajewka (ros. Черняевка) – wieś w Rosji, w Dagestanie, w rejonie kizlarskim. W 2010 liczyła 2279 mieszkańców.